# G.W. Tiger
G.W. Tiger, также Geschützwagen Tiger für 17 cm K72 (Sf) — опытная немецкая 170-мм САУ. Решение о создании тяжёлой САУ артиллерийской поддержки было принято в июне 1942 года. Работы над машиной велись фирмой Krupp.

## История создания
В мае 1942 года фирме Krupp выдали задание на разработку перспективной САУ с тяжелым вооружением. Для упрощения работ и максимальной унификации новой техники с имеющейся предлагалось строить новую САУ на базе одного из существующих или разрабатываемых тяжелых танков. Кроме того, планировалось использовать существующее орудие большого калибра. Предполагалось, что новая боевая машина сможет значительно повысить мобильность тяжелой артиллерии. За счет собственного шасси и некоторого возимого боекомплекта она могла бы выдвигаться на заданные позиции и открывать огонь значительно раньше, чем аналогичные системы в буксируемом варианте.
К началу 1943 года были проведены различные предварительные работы, по результатам которых был сформирован предварительный облик новой САУ, а также определены её основные компоненты. Кроме того, к этому времени проект получил обозначение Geschützwagen Tiger. Строить боевую машину предлагалось на базе специального шасси, основой для которого должны были стать агрегаты одного из новейших танков. В качестве базы для такого шасси выбрали тяжёлый танк, который в дальнейшем был принят на вооружение под обозначением Pz.Kpfw. VI Ausf. B. Предлагалось заимствовать ряд узлов и агрегатов, а также переделать конструкцию исходной машины в соответствии с новыми требованиями.
Для размещения требуемого тяжёлого орудия пришлось разработать совершенно новый броневой корпус соответствующей компоновки. Для оптимального размещения всех агрегатов, прежде всего орудия, силовую установку и трансмиссию пришлось расположить в передней половине корпуса, перенеся двигатель в центр машины. Рядом с агрегатами силовой установки следовало размещать отделение управления, а кормовая часть корпуса, чуть больше половины общей длины, отдавалась под броневую рубку с боевым отделением.
Разработка документации по машине была закончена в сентябре 1944 года. Был изготовлен полномасштабный макет боевого отделения. Он получил деревянную конструкцию, имитировавшую рубку, и механизмы орудия со всем необходимым оборудованием. На этом макете проверялась эргономика самоходки и удобство эксплуатации орудия. Тогда же последовала команда на изготовление опытного образца машины. Из-за бомбардировок удалось частично скомплектовать шасси, которое направили на полигон Henschel в Хаустенбеке (неподалёку от Падерборна).
В начале мая 1945 года полигон был захвачен союзными войсками. G.W. Tiger вывезли в Англию, где в скором времени она была разобрана.

## Описание конструкции

### Броневой корпус и рубка
Корпус должен был иметь наклонный верхний лобовой лист и горизонтальную крышу, с которой соединялась наклонная лобовая деталь рубки. Лоб и борта рубки под небольшим углом заваливались внутрь, в определённой мере повышая уровень защиты экипажа. Крыша и кормовая стенка рубки не предусматривались.
От VK 45.02/Pz.Kpfw. Tiger Ausf. B остались ходовая часть (и то лишь отчасти) и общая конструкция лобового листа корпуса. При этом примерно 2/3 от длины корпуса занимало боевое отделение. Толщина брони, как и у других «самоходных лафетов», была существенно ниже базового танка.
Экипаж перспективной САУ должен был состоять из восьми человек. Места механика-водителя и стрелка-радиста размещались в передней части корпуса, в отделении управления. Командир, наводчик, заряжающий и трое подносчиков должны были располагаться и работать в рубке.
Одним из требований было вписывание в габариты 60-тонной платформы, на которой перевозился Pz.Kpfw. Tiger Ausf. E. По ширине САУ вписывалась (при условии перевозки на транспортных гусеницах), а вот по высоте в стандарты тоннелей уже не попадала. Выход из положения был выбран оригинальный: борта рубки могли складываться внутрь, кроме того, часть лобового листа также сделали откидной.

### Вооружение
В качестве основного вооружения для новой самоходки в исходном проекте предлагалась пушка 17-cm Kanone 72 калибра 173-мм, представлявшая собой доработанный вариант буксируемой 17-cm Kanone 18. При разработке нового орудия на базе существующего было предложено использовать обновлённые системы монтажа и наведения. Кроме того, на стволе должен был располагаться новый дульный тормоз, значительно снижающий силу воздействия на базовое шасси. В остальном пушка почти не отличалась от исходного орудия.
В лобовом листе корпуса предусматривалась установка для пулемёта MG 34.

### Двигатель и трансмиссия
От Pz.Kpfw. VI Ausf. B машина должна была унаследовать бензиновый двигатель Maybach HL 230 P30 мощностью 700 л.с. и механическую трансмиссию Maybach OLVAR OG 40 12 16B, включавшую в себя набор различных агрегатов. При помощи многодискового главного фрикциона, интегрированного в состав восьмиступенчатой коробки передач, планетарного механизма поворота и бортовых передач крутящий момент двигателя должен был поступать на передние ведущие колеса.

### Ходовая часть
Ходовая часть базового танка имела по девять опорных катков шахматного расположения на каждом борту. Ввиду общего увеличения размеров конструкции проектом Geschützwagen Tiger предусматривалось использование двух дополнительных пар катков. Первая дополнительная пара должна была располагаться сразу позади ведущего колеса и находиться на некотором расстоянии от следующих катков. Вторая дополнительная пара помещалась позади основной группы опорных катков и перед направляющим колесом. При этом задний каток находился на некотором расстоянии от остальных и не перекрывался с ними. Ведущее колесо находилось спереди, направляющее сзади. В качестве упругих элементов подвески предусматривались торсионы.